# Lawrenceburg (Kentucky)
Lawrenceburg è una città degli Stati Uniti, situata nello Stato del Kentucky, di 9 014 abitanti (dati 2000). È il capoluogo della contea di Anderson.
Il territorio di Lawrenceburg fu colonizzato per la prima volta nel 1780 da un colono tedesco; nel 1827 fu stabilito l'ufficio postale, chiamato Lawrenceburgh dal nome del proprietario di un'osteria. Incorporata nel 1820 come Lawrence nella contea di Franklin, fu rinominata Lawrenceburg nel 1827.